# Surinam (ort)
Surinam är en ort i Mauritius.   Den ligger i distriktet Savanne, i den sydvästra delen av landet, 40 km söder om huvudstaden Port Louis. Surinam ligger 28 meter över havet och antalet invånare är 10 621. Den ligger på ön Mauritius.
Terrängen runt Surinam är kuperad åt nordväst, men åt sydost är den platt. Havet är nära Surinam söderut.  Närmaste större samhälle är Rose Belle, 15,4 km nordost om Surinam. 